# Сау дзуар
Сау́ дзуа́р (осет. Сау дзуар — буквально «Чёрный Святой») — в осетинской мифологии божество, являющееся покровителем лесов и лесных угодий.

## Мифология
Считалось, что Сау дзуар дарит лесные богатства только тем, кто его ежегодно почитает. В конце августа в осетинских селениях устраивались празднества, посвящённые Сау дзуару. На этом празднике приносился в жертву приобретённый на общие средства баран и просили Сау дзуара и других лестных божеств Афсати и Анигола быть благосклонными к жителям деревни, которые обещали всегда помнить этих божеств о их доброте.

## Источник
- А. Б. Дзадзиев и др. Этнография и мифология осетин, Владикавказ, 1994 г., стр. 121—122, ISBN 5-7534-0537-1